# Max Berg
Max Berg (Estetino, 17 de abril de 1870 — Baden-Baden, 22 de janeiro de 1947) foi um arquiteto e planejador urbano alemão.
Seu trabalho mais importante para a arquitetura é o salão do centenário, localizado em Wrocław, construído como parte de uma série trabalhos para comemorar os cem anos da batalha das nações.